# SIP Animation
SIP Animation (anteriormente conocido como Saban International Paris) fue un estudio de animación francés. Fundado en 1977 por Haim Saban como una filial de Saban Entertainment, a partir de 1988 se reconvirtió en una productora de dibujos animados. Desde 2002 hasta 2009 funcionó como un estudio independiente con participación de The Walt Disney Company.

## Historia
La empresa fue fundada en 1977 como «Saban International Paris» por Haim Saban y Jacqueline Tordjman. En sus primeros años funcionó como productora discográfica y oficina de representación; más tarde se convirtió en la filial europea de Saban Entertainment, y a partir de 1988 fue reconvertida en un estudio de animación con sede en París, Francia. Las primeras series que realizó estuvieron dirigidas por Bruno Bianchi, antiguo animador de DIC Entertainment.
Saban se hizo con el control en 1996 de Créativité & Développement, la productora de animación fundada por Jean Chalopin tras su salida de DIC. A finales de la década de 1990 llegó a un acuerdo con el canal infantil Fox Kids para producir series exclusivas. Haim Saban mantuvo el control sobre la filial francesa hasta que en 2001 vendió Fox Family a The Walt Disney Company, lo que en la práctica supuso también el traspaso de Saban Entertainment.
A partir de 2002, la productora pasó a llamarse «SIP Animation» y se mantuvo como un estudio independiente, si bien Disney adquirió una participación minoritaria del 49%. Los primeros trabajos del nuevo grupo fueron Gadget & the Gadgetinis (2002) y W.I.T.C.H. (2004-2006), a lo que siguieron otras series exclusivas de Jetix como Les Tofou (2004-2005) y A.T.O.M. (2005-2006), todas ellas realizadas en Francia.
SIP Animation cesó su actividad en 2009, poco después de que Disney adquiriese Jetix y confiara las nuevas series a sus productoras. El catálogo quedó bajo control de Walt Disney France, salvo las coproducciones con CinéGroupe (What's with Andy?, Les Tofou) y la licencia de Gadget, en manos de WildBrain. Bruno Bianchi fundó su propio estudio de animación, Ginkgo Animation, que dirigió hasta su muerte en 2011. Por su parte, Tordjman se asoció con Jeremy Zag para fundar el estudio Zagtoon, que se puso en marcha con antiguos animadores y licencias de SIP.